# I Will Wait (canção de Nick Carter)
"I Will Wait" é uma canção do cantor estadunidense Nick Carter, lançada em 12 de setembro de 2015, através da Kaotic, Inc, como o primeiro single de seu terceiro álbum de estúdio solo, All American (2015). Composta por Carter, Bryan Shackle, Thomas Kipp Williams e Dan Muckala e produzida por este último, a canção realizou sua entrada nas paradas digitais dos Estados Unidos.

## Composição
"I Will Wait" é uma canção pertencente ao gênero de balada pop, Carter afirmou que sua composição, teve a intenção de retornar as canções de amor, no qual seu grupo Backstreet Boys era conhecido. Além disso, cita que como escritor e artista, conforme a sua carreira avança, "você tenta fazer pontos e ser excessivamente criativo". Porém, sua intenção com "I Will Wait" foi diferente, dizendo: "Eu só queria voltar ao básico e explorar o que nossos fãs nos conheciam".

## Video muisical
O vídeo musical de "I Will Wait" foi lançado em 22 de setembro de 2015, dirigido por Kevin Estrada, a produção obteve inspiração no filme Notebook de 2004. Um casal real casado há décadas e que trabalhavam juntos como atores, foi utilizado em suas cenas. O vídeo musical apresenta um deles falecendo e então os dois estão juntos no céu. Para Carter: "quando as pessoas assistem a um vídeo musical, e há algo com que elas podem se apegar emocionalmente, isso atinge ainda mais profundamente a alma e o coração".

## Desempenho nas tabelas musicais
| Tabela musical (2015)                   | Melhor posição |
| --------------------------------------- | -------------- |
| Estados Unidos - Hot Digital Song       | 134            |
| Estados Unidos - Billboard Trending 140 | 1              |